# Macrognathus morehensis
Macrognathus morehensis är en fiskart som beskrevs av Arunkumar och Tombi Singh 2000. Macrognathus morehensis ingår i släktet Macrognathus och familjen Mastacembelidae. IUCN kategoriserar arten globalt som livskraftig. Inga underarter finns listade i Catalogue of Life.